# Žlijezde slinovnice
Žlijezde slinovnice (lat. glandulae salivariae) egzokrilne su probavne žlijezde koje se nalaze oko usne šupljine i ždrijela. Proizvode slinu te je izlučuju u usta. Slina se u usnoj šupljini konstantno izlučuje u manjim količinama kako bi šupljina ostala vlažna, a za vrijeme jela izlučuje se u većim količinama kako bi olakšale daljnji transport i započele kemijsku probavu hrane. U usnoj šupljini postoje tri velike slinovnice:
1. Podušna žlijezda (parotidna žlijezda ili parotida), nalazi se ispod i ispred uške, te parotidnim kanalom odvodi slinu u usta s gornje strane
2. Podčeljusna (submandibularna), žlijezda ispod donje čeljusti, izlučuje putem izvodnog kanala na dnu usne šupljine
3. Podjezična (ili sublingvalna), koja se nalazi ispod jezika a djeluje s donje strane usta

Osim vlaženja usne šupljine, funkcija žlijezda slinovnica jest lučenje enzima amilaze (također zvanog ptijalin) i podmazivanje jednjaka kako bi hrana dospjela do želuca. Enzim amilaze koji se nalazi u slini započinje razgradnju škroba u šećer tako da kemijska razgradnja hrane počinje već u usnoj šupljini.

## Vanjske poveznice

### Sestrinski projekti
|  | Zajednički poslužitelj ima još gradiva o temi Žlijezde slinovnice |

### Mrežna mjesta
- MSD Medicinski priručnik za pacijente / Bolesti usana, usta i jezika: Problemi žlijezde slinovnice
- www.vasezdravlje.com – Otorinolaringologija: "Što sve može snaći žlijezde slinovnice" (autor: mr. sc. prim. Krešo Zurak, dr. med.)
- www.krenizdravo.com – "Upala žlijezde slinovnice – uzroci, simptomi, dijagnoza, prognoza i liječenje"  Arhivirana inačica izvorne stranice od 25. veljače 2018. (Wayback Machine) (autorica: Maja Kuzelj)